# Melanargia immaculata
Melanargia immaculata är en fjärilsart som beskrevs av Aigner 1906. Melanargia immaculata ingår i släktet Melanargia och familjen praktfjärilar. Inga underarter finns listade i Catalogue of Life.